# Công nghiệp hóa chất

Nhà máy lọc dầu ở Louisiana - một ví dụ của công nghiệp hóa chất

Công nghiệp hóa chất gồm các công ty sản xuất các hóa chất công nghiệp. Là tâm điểm của kinh tế thế giới hiện đại, công nghiệp hóa chất chuyển đổi các vật liệu thô (dầu, khí thiên nhiên, không khí, nước, kim loại, và khoáng vật) thành hơn 70,000 sản phẩm khác nhau.
Ngành công nghiệp nhựa có một số sự chồng chéo với ngành công nghiệp hóa chất, điều này cũng xảy ra với hầu hết các công ty hóa chất sản xuất nhựa cũng như các công ty hóa chất khác.

## Lịch sử
Mặc dù hóa chất đã được sản xuất và sử dụng trong suốt lịch sử, sự ra đời của ngành công nghiệp hoá chất nặng (sản xuất hoá chất với số lượng lớn cho nhiều mục đích sử dụng) trùng với khởi đầu của Cách mạng Công nghiệp nói chung.

### Cách mạng Công nghiệp
Một trong những hóa chất đầu tiên được sản xuất với số lượng lớn thông qua quy trình công nghiệp là axit sulfuric. Năm 1736, nhà dược sĩ Joshua Ward đã phát triển một quy trình sản xuất có liên quan đến nồng độ muối, cho phép oxy hóa lưu huỳnh và kết hợp với nước. Đây là lần đầu tiên có quy trình sản xuất axit sulfuric trên quy mô lớn. John Roebuck và Samuel Garbett là những người đầu tiên thành lập một nhà máy quy mô lớn ở Prestonpans, Scotland vào năm 1749, tại đó sử dụng các buồng ngưng tụ bằng chì để sản xuất axit sulfuric.